# Маслівський аграрний фаховий коледж імені П. Х. Гаркавого
Маслівський аграрний фаховий коледж імені П. Х. Гаркавого Білоцерківського національного аграрного університету — навчальний заклад України фахової передвищої освіти, який проводить освітню діяльність, пов'язану із здобуттям фахової передвищої освіти та кваліфікації за кількома спеціальностями, і має відповідний рівень кадрового та матеріального забезпечення. Коледж заснований на державній власності та є відокремленим структурним підрозділом Білоцерківського національного аграрного університету. У коледжі здійснюється підготовка фахівців за освітньо-професійним ступенем фахового молодшого бакалавра.

## Історія

### Радянський період
Маслівський аграрний фаховий коледж імені П. Х. Гаркавого Білоцерківського національного аграрного університету було відкрито 23 грудня 1920 року. Хоч загалом історія його розпочинається ще у 1918 році. Саме тоді у селі Маслівка Канівського повіту, у маєтку поміщиці Надії Федорівни Короб'їної-Муравйової-Апостол, дочки відомого українського цукрозаводчика і мецената Федора Артемовича Терещенка, почала діяти Російська суспільна гімназія. Цей маєток більш відомий за ім'ям його попереднього власника — Генріха Трітшеля.
Після лютневої революції Надія Федорівна та її чоловік, дійсний статський радник, камергер і дипломат Володимир Володимирович Короб'їн-Муравйов-Апостол виїхали на постійне проживання за кордон, а згодом туди переїхала і вся її родина. Отже доля маслівського маєтку у вирі революційних подій та громадянської війни була б не завидною. Його просто б розграбували, якби не священик Маслівської Свято-Миколаївської церкви отець Іов Кузьмович Яровий та дяк цієї ж церкви, Віталій Олександрович Гордієнко. Саме Іов Яровий та Віталій Гордієнко через дипломатичну пошту звернулися до В. В. Короб'їна-Муравйова-Апостола з проханням дозволити відкрити у маєтку суспільну гімназію. Невдовзі з Лондона надійшла схвальна відповідь, себто дозвіл на відкриття такого навчального закладу. Новоутворений навчальний заклад очолив Лев Юхимович Спиридович.
Маслівська Російська суспільна гімназія успішно працювала протягом 1918—1920 років. Хоча за цей час влада у селі змінювалася неодноразово, жодна із воюючих сторін гімназію не чіпала. По закінченню громадянської війни, долею сільських освітніх закладів почали розпоряджатися Народний комісаріат земельних справ та Народний комісаріат освіти УСРР. Їх рішеннями сільські земські школи та гімназії було реорганізовано у трудові школи. Таким чином Маслівську земську школу перекваліфікували у семирічну трудову, а суспільну гімназію, відповідно до її вищого статусу, у агрономічний технікум, від 1922 року — Маслівський сортово-насіннєвий технікум імені К. А. Тимірязєва.
Безпосереднім організатором закладу і його першим директором став професор Василь Іванович Іванов, який у прямому та переносному розумінні, витягнув заклад з великої повоєнної нужди та виборов йому право на життя. Адже у перші 5 років свого існування технікум не мав державного фінансування взагалі. Як потім згадуватиме сам професор В. І. Іванов: «Дуже великими були ті завдання, які стояли перед нами і дуже скромними були наші можливості…».
Оскільки у 1920-х роках відбулася реорганізація системи освіти УСРР/УРСР, то згідно неї середні спеціальні навчальні заклади було реформовано у технікуми. Вони випускали спеціалістів вищої кваліфікації вузького профілю. Технікуми, відповідно, набули статусу інститутів, а інститути в радянській освітній ніші зайняли місце колишніх царських університетів. Таким чином стає зрозуміло чому Маслівський технікум уже від початку свого створення став називатися інститутом. Хоч офіційно статус Маслівського інституту селекції і насінництва імені К. А. Тимірязєва він набув у 1928/1929 навчальному році. Як на той час, це був першим та єдиним спеціалізованим вищим навчальним закладом з підготовки селекціонерів-насіннярів у Радянському Союзі.
При Маслівському технікумі/інституті діяли два підготовчі відділення — агропрофшкола та робітфак. В агропрофшколі молодь отримувала середню освіту та готувалася до вступу в інститут. А робітфак було відкрито для тих вступників, які прийшли сюди навчатися безпосередньо з виробництва. Слід зазначити, що від 1931/1932 навчального року, за керівництва П. А. Коринєва, освіта у закладі вже має ступеневий характер, а сам інститут набуває статусу навчально-виробничого комплексу. Першою його сходинкою були робітфак, або агропрофшкола. Другою — технікум. І третьою, найвищою — інститут. Станом на 1 грудня 1931 року у Маслівському навчально-виробничому комплексі навчалося 446 осіб на робітфаці, 130 — у технікумі та 192 — в інституті. Навчання у Маслівському технікумі/інституті тісно пов'язувалося з практикою. Базою для неї слугував радгосп імені Шевченка. Це було першокласне насінницьке господарство з розвиненою галуззю тваринництва.
У 1926 році Маслівський технікум/інститут очолив Ю. І. Ячевський. Саме за його керівництва у Берліні починають виходити друком «Записки Маслівського сортово-насіннєвого технікуму». Згодом — «Записки Маслівського Інституту селекції». У «Записках» публікуються наукові праці викладачів закладу, а також дослідні та пошукові роботи його студентів. Усі шість томів «Записок»
свідчать нам про надзвичайно високий рівень організації наукової діяльності у Маслівському виші.
У 1927 році на території технікуму/інституту в урочистій обстановці ввели в дію електропідстанцію, яка пізніше обслуговувала, як Маслівку, так і навколишні села.
1 вересня 1937 року Маслівський інститут згідно з Постановою РНК УРСР № 274 від 11 серпня 1937 року та наказу Наркомзему було реорганізовано в сільськогосподарський технікум з правами середнього навчального закладу, а студентів вишу для завершення навчання було переведено до Одеського та Харківського інститутів. Закриття Маслівського Інституту селекції і насінництва імені К. А. Тімірязєва обернулося великою втратою для усієї системи спеціалізованої фахової освіти.
У повоєнний час основним напрямком діяльності Маслівського сільськогосподарського технікуму стає уже не насінництво, а рільництво. Заняття у технікумі розпочалося майже відразу ж після
визволення, у березні 1944 року. На першому курсі тоді навчалося 58 осіб, на другому — 21 та на третьому — 12 осіб. У вересні 1946 року технікум очолив Михайло Тимофійович Пироженко. Хоч він мав суто агрономічну освіту, але саме за його керівництва у закладі було відкрито відділення механізації з виробничими майстернями та ливарним цехом при ньому. У 1948—1958 роках відділення підготувало 480 техніків-механіків. Ці роки були найважчими у період повоєнного становлення закладу. Адже навіть його основний навчальний корпус був ущерть зруйнований під час німецько-радянської війни, але у цей нелегкий час технікум не лише відкрив нову спеціальність з навчально-виробничими майстернями та найновішим обладнанням, але й відбудував електростанцію, гуртожиток, розпочав зведення нового. Своя пекарня випікала хліб для студентів з борошна, виробленого на навчальному господарстві. Тобто було докладено максимум зусиль для того щоб налагодити повноцінний навчальний процес. Також у 1949/1950 роках у технікумі було відкрито заочне відділення, який очолив Я. С. Яніцький.
У 1956 році Маслівський сільськогосподарський технікум очолює Анатолій Микитович Погребовський. Він мав освіту природничого напрямку, а його фахом була зоотехнія. За його керівництва у закладі було відкрито нову спеціальність — зоотехнічну (нині — Технологія виробництва та переробки продукції тваринництва). Солідною навчально-виробничою базою для зоотехнічного відділення стало навчальне господарство технікуму. А з відкриттям зоотехнічного відділення у господарстві почали працювати ще й дві племінні ферми. За неповних шістдесят років своєї діяльності зоотехнічне відділення підготувало близько трьох із половиною тисяч спеціалістів.
У 1960-х роках над закладом нависла загроза реорганізації, або ж закриття, як малоперспективного. Сільські фахові навчальні заклади планувалося приєднати до великих навчальних центрів у Білій Церкві, Немішаєвому, Боярці. Три роки витратив тодішній очільник Маслівського сільськогосподарського технікуму Микола Олексійович Слинько на те, аби у міністерських кабінетах відстояти заклад. І подібно В. І. Іванову, таки виборов йому право на життя. Врешті технікум не лише не закрили, а ще й дозволили обрати для нього проєкт нового навчального корпусу, розрахованого на 600 студентів та нового гуртожитку. Триповерхова будівля нового навчального корпусу з усіма комунальними зручностями, просторими аудиторіями, спортивним залом, бібліотекою, актовою залою та низкою адміністративних приміщень, збудована упродовж 1967—1972 років.
17 лютого 1971 року Виконком Миронівської районної Ради депутатів трудящих ухвалив рішення «Про створення Маслівського радгоспу-технікуму на базі навчального господарства технікуму та колгоспу імені XXII з'їзду КПРС села Маслівка». Рішення вступило в дію у 1972 році. У цьому відношенні органи влади керувалися Постановою Ради Міністрів УРСР від 1964 року «Про організацію радгоспів-технікумів». Очолив Маслівський радгосп-технікум Володимир Кирилович Сябрук.
Створення Маслівського радгоспу-технікуму дало потужний поштовх для покращення матеріально-технічної бази закладу. Тепер у користуванні радгоспу-технікуму перебувало 3611 га землі, з них 2716 — орної. Племінне поголів'я у господарстві становило більше чотирьох тисяч голів. Саме ж господарство було повністю забезпечене найновішою сільськогосподарською технікою. На полях домінувала висока культура землеробства та застосовувалися найновіші виробничі технології, зокрема діяла унікальна зрошувальна система. Головний агроном господарства був Петро Васильович Борисенко. Уряд неодноразово відзначає і високі трудові досягнення усього господарства. Маслівський радгосп-технікум виборює Червоний Прапор ЦК КПРС і ВЦРПС, а також займає почесне місце на дошці Пошани ВДНГ СРСР.
Наприкінці 1970-х на початку 1980-х років, за керівництва Миколи Миколайовича Підопригори, одним з профільних напрямків успішної навчально-виробничої діяльності Маслівського радгоспу-технікуму знову стає насінництво. 1978 року у закладі відкривається Школа управління, тобто фахові курси для підвищення кваліфікації спеціалістів середньої ланки (керівник І. Д. Приходченко) і того ж року студенти спеціальності «Агрономія» починають додатково освоювати робітничу професію — «Тракторист-машиніст III-го класу», а студенти спеціальності «Зоотехнія» — професію «Технік штучного осіменіння».
Від середини 1980-х років, за керівництва Анатолія Олексійовича Глоби насінництво стає не тільки однією із найголовніших, але й однією з найприбутковіших науково-виробничих галузей Маслівського радгоспу-технікуму. За рік радгосп реалізовував в середньому близько трьох тисяч тонн елітного насіння. Його постійними економічними партнерами стають найпотужніші господарства десяти областей України, а також країн близького зарубіжжя. Насінництво у Маслівському радгоспі технікумі справді мало міцну наукову базу, адже заклад тісно співпрацює з НДІ фізіології і генетики рослин АН УРСР, зокрема із відділом селекції і насінництва кукурудзи. Відділ очолював доктор біологічних наук, автор і співавтор двадцяти гібридів кукурудзи Василь Сидорович Борейко. Результатом спільної селекційної роботи В. С. Борейка, групи маслівських спеціалістів та студентів-гуртківців стало створення урожайних, високоякісних сортів кукурудзи: середньостиглого гібриду Маслівський 208 та ранньостиглих гібридів Росава — 200 СВ та Мамалижний. Гібрид Маслівський 208 СВ було визнано Національним стандартом для лісостепової зони України.
У 1987 році навчальному закладу присвоєно ім'я одного з найвідоміших своїх випускників — відомого селекціонера, академіка ВАСГНІЛ, заслуженого діяча науки УРСР Прокопа Хомича Гаркавого.

### Після 1991
18 червня 1993 року відповідно до рішення Міжгалузевої акредитаційної комісії технікум віднесений до вищих закладів освіти I-го рівня акредитації. І того ж 1993 року Маслівський радгосп-технікум укладає угоду з іноземним консорціумом «ДУАЦ» та відкриває єдиний в Україні демонстраційно-агротехнічний центр, де можна було отримати теоретичні та практичні знання. При цьому застосовувалася найсучасніша техніка, насамперед, закордонного виробництва. Були представлені такі відомі виробники, як «GIASS» (трактори і комбайни), «FANDT» (трактори), «ACCORD» (сівалки), «LEMKEN» (плуги), «KRONE» (сіножатки), «UNIMAG» (обприскувачі).
У 1994 році розпочинається відлік нових сторінок в історії Маслівського аграрного закладу: відбувається перший набір на навчання по спеціальності «Організація і ведення фермерського господарства». В експериментальному порядку такі спеціальності тоді було відкрито лише у трьох навчальних закладах України: у Хорольському агрономічному коледжі (місто Хорол, Полтавської області), у радгоспі-технікумі «Перемога» (нині — Василівський державний аграрний технікум у місті Василівка на Запоріжжі) та у Маслівці. Оскільки фермерство, як окрема галузь вітчизняної економіки, на той час лише починала розвиватися, тож не було й досвіду для підготовки фахівців такого профілю. Саме з метою його набуття при Маслівському радгоспі-технікумі відкривається регіональний консультативний центр для фермерів. Відбулося це за сприяння закордонних партнерів закладу, насамперед, у рамках проєкту федерального уряду Німеччини «Допомога фермерам України».
У 1997 році у закладі уже було набрано першу групу на навчання за спеціальністю «Аграрний менеджмент» (нині — «Менеджмент»). 31 січня 2000 року Наказом Міністерства агропромислового комплексу України № 12 Маслівський радгосп-технікум імені П. Х. Гаркавого реорганізовано у Маслівський державний аграрний технікум імені П. Х. Гаркавого. Заклад готує спеціалістів за напрямками «Технологія виробництва і переробки продукції рослинництва», «Технологія виробництва і переробки продукції тваринництва», «Організація і технологія ведення фермерського господарства».
У 2003 році тут відкривається ще одна спеціальність — «Фінансова справа та бухгалтерський облік на сільськогосподарських підприємствах» (нині — «Фінанси, банківська справа, страхування та фондовий ринок». 2004 року розпочинається співпраця технікуму із Міжнародними програмами із обміну досвідом у галузі сільського господарства (проєкт новозеландської компанії «Marvin Farms Ltd») та програмою стажування для студентів-аграрників (проєкт датської компанії «Danish International Connection»). У 2005 році на виконання розпорядженням Міністерства АПК № 57 від 8 листопада 2005 року Маслівський державний аграрний технікум імені П. Х. Гаркавого було перейменовано у Державний вищий навчальний заклад «Маслівський державний аграрний технікум імені П. Х. Гаркавого».
Протягом 2007—2009 років Маслівський державний аграрний технікум нагороджено:
- дипломом фестивалю дружби та професійної майстерності студентів вищих аграрних закладів;
- спеціальними дипломами XIX-ї, XX-ї та XXI-ї Міжнародних виставок-ярмарок «Агро».

2009 року Маслівський аграрний технікум імені П. Х. Гаркавого було реорганізовано шляхом приєднання до Білоцерківського національного аграрного університету як відокремлений структурний підрозділ без права юридичної особи, який іменується як Маслівський аграрний технікум імені П. Х. Гаркавого Білоцерківського національного аграрного університету.
У 2011 році, за керівництва М. І. Запари, тут відкривається спеціальність «Обслуговування та ремонт автомобілів і двигунів». Також у 2011/2012 роках розпочинається підготовка фахівців у галузі птахівництва, як окремої складової спеціальності «Технологія виробництва та переробки продукції тваринництва».
У 2016 році, як і в попередні роки, земельний фонд навчального господарства Маслівського аграрного закладу становить 621 га. Триває тісна співпраця з Миронівським інститутом пшениці імені В. М. Ремесла НААН України. Ще у 2015 році дирекція Маслівського аграрного технікуму імені П. Х. Гаркавого в особі В. М. Коломійця та дирекція Миронівського інституту пшениці в особі доктора сільськогосподарських наук О. А. Демидова укладає угоду про співробітництво, яка насамперед стосується підготовки фахових кадрів для Миронівського інституту пшениці.
У 2000—2016 роках Маслівський аграрний заклад очолювали: Раїса Олександрівна Тимчук (2000—2006 роки), Галина Василівна Долинюк (2006—2010 роки), Микола Іванович Запара (2010—2011 роки) та Володимир Миколайович Коломієць (2011—2016 роки). У 2016 році Вченою Радою БНАУ на посаду директора технікуму було обрано Наталію Марцинівну Пахович і того ж року Маслівський аграрний технікум імені П. Х. Гаркавого Білоцерківського національного аграрного університету перейменовано на Маслівський аграрний коледж імені П. Х. Гаркавого Білоцерківського національного аграрного університету.
2020 року Маслівський аграрний коледж імені П. Х. Гаркавого Білоцерківського національного аграрного університету реформовано у Відокремлений структурний підрозділ «Маслівський аграрний фаховий коледж імені П. Х. Гаркавого Білоцерківського національного аграрного університету».

## Директори
- 1920-1926 — Іванов Василь Іванович.
- 1926-____ — Ячевський Ю. І.
- Луковський Максим Петрович.
- Самокиш Яків Мусійович.
- Орловський Семен Павлович.
- 1944-1946 — Паламарчук Максим Данилович.
- 1946-1952 — Беттяр Олексій Іванович.
- 1952-1956 — Пироженко Михайло Тимофійович.
- 1956 — Гаврилюк Іларіон Фіофілович.
- 1956-____ — Погребовський Анатолій Микитович.
- 1968-1972 — Черниш Олексій Іванович.
- 1972-____ — Сябрук Володимир Кирилович.
- Підопригора Микола Миколайович.
- 2000-2006 — Тимчук Раїса Олександрівна.
- 2006-2010 — Долинюк Галина Василівна.
- 2010-2011 — Запара Микола Іванович.
- 2011-2016 — Коломієць Володимир Миколайович.
- від 2016 — Пахович Наталія Марцинівна.

## Викладачі
В різний час у навчальному закладі викладали:
- Делоне Лев Миколайович
- Енкен Борис Карлович
- Єрємєєв Іван Максимович
- Колкунов Володимир Володимирович
- Ларіонов Дмитро Костянтинович
- Логінов Микола Георгійович
- Молостов Аркадій Савелійович
- Паншин Борис Аркадійович
- Филиповський Олександр

## Видатні випускники
За час існування маслівський інститут підготував дев'ять випусків студентів, серед них п'ять академіків:
- Гаркавий Прокіп Хомич — радянський селекціонер, академік Всесоюзної академії сільськогосподарських наук імені Леніна, заслужений діяч науки УРСР, Герой Соціалістичної Праці.
- Кириченко Федір Григорович — український селекціонер, академік Всесоюзної Академії сільськогосподарських наук і лісівництва; Герой Соціалістичної Праці.
- Ольшанський Михайло Олександрович — радянський діяч, міністр сільського господарства СРСР. Кандидат сільськогосподарських наук, професор, дійсний член (академік) і президент Всесоюзної академії сільськогосподарських наук імені Леніна. Депутат Верховної Ради СРСР 6-го скликання.
- Ремесло Василь Миколайович — український радянський вчений в галузі селекції та насінництва пшениці. Академік АН СРСР і Всесоюзної академії сільськогосподарських наук імені Леніна. Член-кореспондент Академії сільськогосподарських наук НДР. Доктор сільськогосподарських наук. Депутат Верховної Ради УРСР 6-10-го скликань.
- Шкварніков Петро Климентійович — радянський, український генетик, селекціонер, дослідник мутаційного процесу у рослин, викладач і організатор генетичної науки. Доктор біологічних наук, професор, академік.

А також група відомих селекціонерів:
- Галка Олексій Титович — радянський селекціонер, створив 26 сортів овочевих і баштанних культур. Серед них — знаменитий сорт кавунів — Мелітопольський 60. Цей сорт був удостоєний золотої медалі на Міжнародній виставці у Ерфурті.
- Гордієнко Василь Артемович — радянський селекціонер, Заслужений діяч науки Молдавської РСР, автор семи нових сортів зернобобових.
- Зеленський Семен Сергійович — радянський селекціонер, створив урожайні сорти вівса Льговський 1026, Льговський 78, Мирний, які займали 30 % усіх посівних площ цієї культури в СРСР.
- Коробка Петро Якович — радянський селекціонер, наукову роботу він починав в Українському селекційно-генетичному інституті під керівництвом академіка А. О. Сапєгіна. Згодом створив власну школу селекціонерів у Молдавії, а його озима пшениця Бєльцкая 32 займала третю частину усіх посівних площ цієї культури у Молдавській РСР.
- Малуша Кирило Васильович — радянський селекціонер, кандидат сільськогосподарських наук. Займався селекцією конопель, а також став співавтором таких відомих сортів гречки, як Радехівська покращена, Вікторія, Глорія, Аеліта.
- Паришкура Іван Степанович — український селекціонер (горох та люпин), автор першого вітчизняного сорту люпину, Носовський білонасінний 1953, кандидат сільськогосподарських наук, депутат обласної ради м. Тамбов (РРФСР), учасник німецько-радянської війни.

Учасники російсько-української війни:
- Дубницький Андрій Іванович (1998—2024) — молодший сержант Збройних сил України, Герой України (посмертно).

## Музей
Рішенням педагогічної ради Маслівського аграрного технікуму Білоцерківського національного аграрного університету від 21 грудня 2015 року був створений історико-краєзнавчий музей Маслівського аграрного закладу «Батьківська хата», експозиція якого складається з десяти тематичних розділів:
- «Маслівський інститут селекції і насінництва імені К. А. Тимірязєва. 1920-1937 рр.»;
- «Миронівська селекційна станція»;
- «Маслівський аграрний заклад у роки другої світової війни»;
- «Маслівський с/г технікум. 1937-1972 роки»;
- «Маслівський радгосп-технікум (фотодокументи, писемні джерела)»;
- «Природа регіону. Флора. Фауна. Мінерали»;
- «Аграрна культура українців»;
- «Моя земля — земля моїх батьків»;
- «Життя і побут українців кінця XIX — початку XX століття»;
- «Наш Шевченко».

## Спеціальності
Маслівський аграрний фаховий коледж здійснює підготовку молодших фахових бакалаврів на денну та заочну форму навчання на базі 9 та 11 класів за наступними спеціальностями:
- Агрономія (кваліфікація: агротехнік);
- Агрономія (спеціалізація: Організація і технологія ведення фермерського господарства; кваліфікація: технік-технолог з переробки продукції тваринництва);
- Менеджмент (кваліфікація: помічник керівника виробничого підрозділу);
- Фінанси, банківська справа, страхування та фондовий ринок (кваліфікація: молодший спеціаліст з фінансів і кредиту);
- Автомобільний транспорт (кваліфікація: механік).